# كفرجريف
كفرجريف  هي بلدة لبنانية تقع في قضاء كسروان أحد أقضية محافظة جبل لبنان. وتعدّ مدينة جونيه عاصمة القضاء.